# Greenock
Greenock (gael. Grianaig) – portowe miasto położone w zachodniej Szkocji nad rzeką Clyde, w hrabstwie Inverclyde. Liczba mieszkańców (2001): 45 467.

## Etymologia
Pochodzenie nazwy miasta nie jest jednoznacznie ustalone. Jedna z możliwych wersji wywodzi nazwę miasta od zielonych dębów. Inna wywodzi nazwę miasta od zniekształconych słów celtyckich Grian Cnoc znaczące słoneczne wzgórze.

## Historia
- 1635 – nadanie praw i przywilejów miejskich
- 1710 – pierwsze informacje dotyczące portu w Greenock
- 1764 – wodowanie pierwszego statku zbudowanego w stoczni Greenock
- 1946 – funkcjonowanie Ośrodka Demobilizacyjnego Nr 1 dla żołnierzy Polskich Sił Zbrojnych na Zachodzie

## Zabytki i atrakcje turystyczne
- Zabytkowy ratusz z roku 1886;
- McLean Museum & Art Gallery – muzeum miejskie ze stałymi ekspozycjami dotyczącymi historii miasta i maszyn parowych[1].

## Przemysł
W czasach dawniejszych miasto było centrum ciężkiego przemysłu stoczniowego. Aktualnie Greenock jest jednym z największych europejskich ośrodków przemysłu wysokich technologii i telekomunikacji. W mieście mają swoje europejskie centrale firmy: IBM, National Semiconductor, Amazon i T-Mobile.

## Transport
W Greenock rozpoczyna się trasa europejskiej drogi E05, która za miastem przechodzi w autostradę M8. W odległości 20 minut samochodem znajduje się Port lotniczy Glasgow, 45 minut zajmuje dojazd do Międzynarodowego Portu Lotniczego w Prestwick

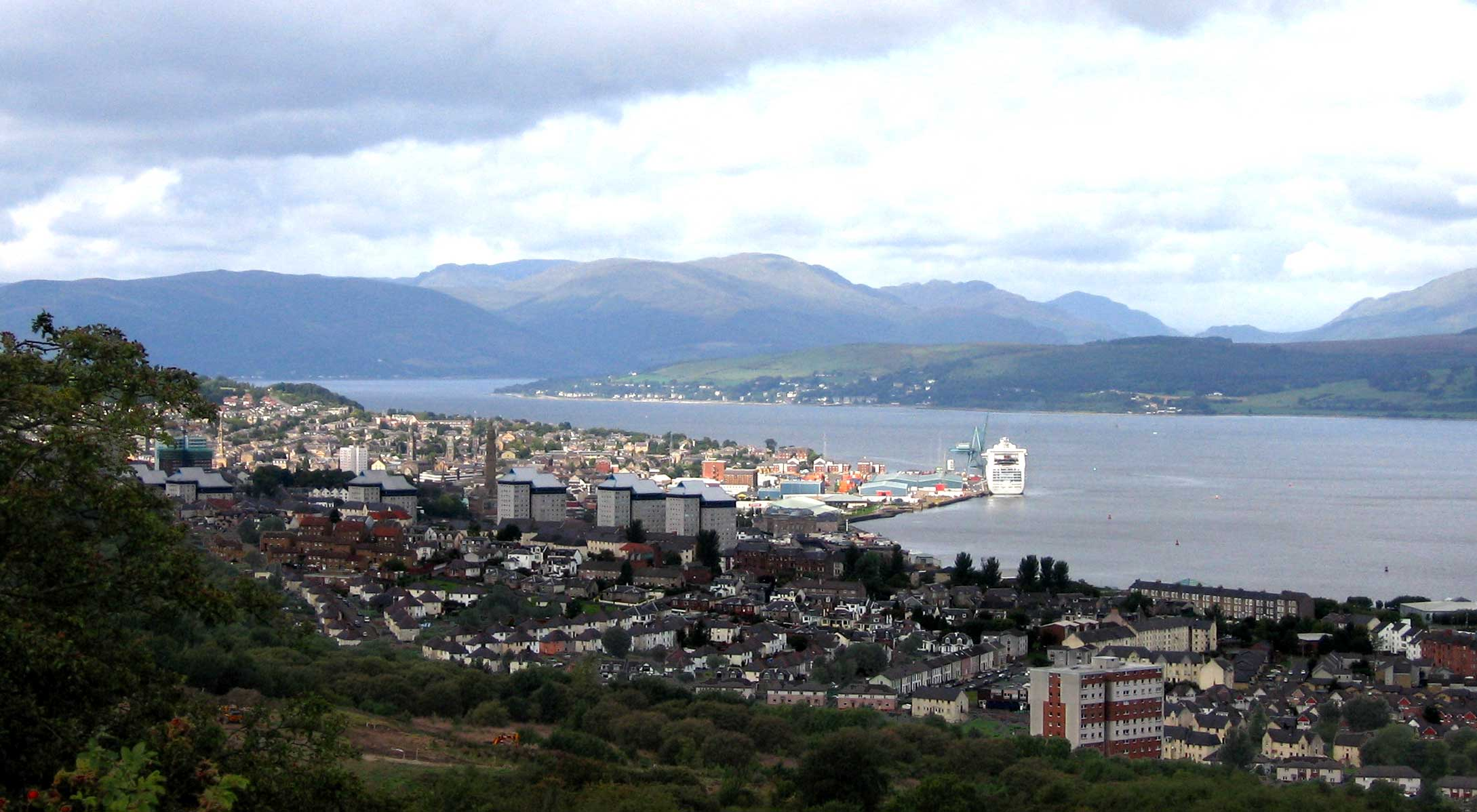
Panorama Greenock, w kierunku na zachód

## Sport
- Klub piłkarski Greenock Morton
- Klub koszykarski Greenock Pacers. greenockpacers.com. [zarchiwizowane z tego adresu (2020-09-26)].
- Klub krykieta
- Klub golfowy w Greenock

## Znane postacie
- William Kidd (szerzej znany jako Kapitan Kidd) – legendarny szkocki pirat urodził się w Greenock w roku 1645
- James Watt – matematyk i wynalazca
- Denis Devlin – poeta
- John McGeoch – muzyk